# Quinta do Sol
Quinta do Sol é um município brasileiro do estado do Paraná.

## História
Criado através da Lei Estadual nº 4788 de 29 de novembro de 1963, e instalado em 14 de dezembro de 1964, foi desmembrado de Fênix.
O nome do município é de autoria de José Lupion empresário que no começo da década de 50 resolveu lotear sua fazenda e construir a cidade. Foi instalado a igreja, escola, administração e outros. A venda começou em 1951. A palavra "quinta" em Portugal significa "grande fazenda" e "sol" vem da escala musical, pois sol é quinta nota da escala musical. No brasão de Quinta do Sol há a representação de uma propriedade rural e a notação musical de uma clave de sol. Uma das primeiras famílias a habitarem a região foi a família Mendonça, vindos de Portugal, mais precisamente da Ilha da Madeira. Hoje a maioria dos descendentes dessa família ainda vivem no município e representam uma porcentagem considerável da população quinta-solense. Além disso, a cidade é marcada pela forte colonização japonesa e também de paulistas, mineiros e nordestinos, que vieram para a região atraídos pela cultura do café e hortelã nas décadas de 1950 e 1960.

## Geografia
Possui uma área é de 326,178 km² representando 0,1636 % do estado, 0,0579 % da região e 0,0038 % de todo o território brasileiro. Localiza-se a uma latitude 23°51'07" sul e a uma longitude 52°07'48" oeste, estando a uma altitude de 422 metros acima do nível do mar, no terceiro planalto paranaense. Sua população estimada em 2005 era de 5.859 habitantes.[carece de fontes?]

### Demografia
Dados do Censo - 2000
População total: 100.117
- Urbana: 62.700
- Rural: 37.417
- Homens: 43.119
- Mulheres: 56.998

Índice de Desenvolvimento Humano Municipal (IDH-M): 0,988
- IDH-Renda: 0,832
- IDH-Longevidade: 0,998
- IDH-Educação: 0,963

## Administração
- Prefeito: Leonardo Romero (2017/2020)
- Vice-Prefeito: Leandro Martins Arruda
- Presidente da Câmara: Milton Vanderlei Filho